# Aswan SC
Der Aswan Club ist ein ägyptischer Fußballverein in Assuan. 
Der 1930 gegründete Verein trägt seine Heimspiele im 20.000 Zuschauer fassenden Aswan Stadium aus. Zwischen 1990 und 2004 verbrachte der Aswan Club sieben Jahre in der Egyptian Premier League; beste Platzierung war dabei der 9. Platz im Jahr 1997. Im Sommer 2011 scheiterte der Verein mit einem Punkt Rückstand auf Tabellenführer Telephonat Bani Sweif am Aufstieg aus der Egyptian Second Division in die oberste Spielklasse. Zur Saison 2015/16 gelang dann der Wiederaufstieg in die Egyptian Premier League. Ahmed Hassan, Welt-Rekordnationalspieler, spielte von seiner Jugend an bis 1997 beim Assuaner Verein.